# Лондон Роуд
«Лондон Роуд» ((англ. London Road) с 2019 года по многолетнему спонсорскому контракту именуется «Weston Homes Stadium») — многоцелевой стадион в городе Питерборо. В настоящее время используется для футбольных матчей и является домашней ареной футбольного клуба «Питерборо Юнайтед».
Стадион обладает вместимостью 15 314 мест. «Лондон Роуд» был построен в 1913 году, хотя современный комплекс не имеет никакого сходства с исходным проектом после нескольких периодов реноваций и редевелопмента.

## История
Самый ранний стадион «Лондон Роуд» был построен и открыт в начале 1890-х годов. Тогда он представлял собой игровое поле и деревянные скамейки вместимостью на 250 человек, к 1923 году скамейки увеличились до 650 мест. В то время стадион принадлежал городскому совету и перешел во владение клуба «Питерборо Юнайтед» после его образования в 1934 году. В то же время городской совет возвёл первые строения, чтобы поддержать клуб. Ими стали кирпичные раздевалки и зал для заседаний. Они сохранились до 1950-х годов, когда была построена Северная трибуна. Незадолго до начала Второй мировой войны были построены две крытые террасы в дополнение к основной трибуне.
Финансовые трудности в годы Второй мировой войны не позволили городскому совету продолжать оплату аренды земли спортивного сооружения. Другой местный спортивный клуб почти взял стадион в 10-летнюю аренду, но аренда была передана в пользу «Питерборо Юнайтеда» потому что в 1942 году два болельщика заплатили 50 фунтов клубной аренды.
В 1950-х годах городской совет продал стадион «London Road» клубу после окончания договора долгосрочной аренды. Это способствовало развитию стадиона. В 1953 году трибуна Moy’s End была отремонтирована. Год спустя трибуна London Road End была аналогично улучшена. В 1956 году была построена трибуна с 2404 сидячими местами и стоячими местами по углам стадиона, которая была открыта к сезону 1957-58 годов.
После попадания клуба в Первый Дивизион в 1992 году главная трибуна была подвергнута перестройке. Это произошло потому что характеристики стадиона перестали соответствовать уровню требований к английским стадионам, введённых по докладу Тейлора. Чтобы решить эту проблему, стоячие места были переделаны в сидячие. 700 кресел были куплены у Лестер Сити после реконструкции их стадиона на Филберт-стрит. Еще 300 кресел были куплены у клуба Миллуолл. Вместимость основной трибуны возросла до 3 605 мест. Были также построены паб, конференц-зал и розничный магазин.
Двухъярусная южная трибуна вместимостью 5000 человек была открыта к концу сезона 1995-96 годов. Футбольный фонд выделил на проект около 900 000 фунтов стерлингов. Первоначально спонсором строительства выступили Freemans, а затем Thomas Cook Group.
После 2000 года трибуны London Road End и Moy’s End были оснащены новыми крышами и барьерами, чтобы соответствовать требованиям безопасности. В 2001 году было переоборудовано поле. На нём заменили травяное покрытие, установили два километра новых дренажных труб.
В 2014 году норвежская компания ABAX подписала пятилетнее спонсорство стоимостью 500 000 фунтов стерлингов с футбольным клубом «Питерборо» и переименовала его в стадион ABAX.
1 июня 2019 года стадион «Лондон Роуд» был переименован в «Weston Homes Stadium» в рамках десятилетнего спонсорского соглашения на 2 миллиона фунтов стерлингов.

## Вместимость
| Трибуна             | Мест |
| ------------------- | ---- |
| BGL Family Stand    | 4416 |
| Main (North) Stand  | 4399 |
| Motorpoint Stand    | 2602 |
| London Road Terrace | 2667 |

Рекорд посещаемости на стадионе в настоящее время составляет 30 096 зрителей, во время матча Кубка Англии 1965 года с Суонси Сити. Эти цифры вряд ли будет перекрыты в ближайшем будущем, поскольку тогда большую часть мест для болельщиков составляли стоячие места.
Рекордная посещаемость, с тех пор как все места стали только сидячими, составила 14 110 человек, что было установлено во время противоборства с «Лестер Сити» в 2009 году.